# Sten Heckscher
Sten Heckscher (ur. 29 lipca 1942 w Sztokholmie) – szwedzki polityk, prawnik i urzędnik państwowy, w latach 1994–1996 minister, komendant główny policji (1996–2004), prezes Najwyższego Sądu Administracyjnego (2007–2010).

## Życiorys
Syn naukowca, polityka i dyplomaty Gunnara Heckschera, wnuk ekonomisty Eliego Heckschera. Z wykształcenia prawnik, absolwent Uniwersytetu w Uppsali z 1968. Działacz Szwedzkiej Socjaldemokratycznej Partii Robotniczej. Pracował w sądownictwie i w resorcie sprawiedliwości na stanowiskach urzędniczych i eksperckich. W latach 1982–1994 był sekretarzem państwowej komisji do spraw przeciwdziałania narkomanii. Później pełnił dyrektorskie funkcje w ministerstwie sprawiedliwości i zatrudnienia. Od 1987 do 1991 był sekretarzem stanu w pierwszym z tych resortów. W latach 1991–1994 kierował szwedzkim urzędem patentowym (Patent- och registreringsverket).
W 1994 objął stanowisko ministra przemysłu w trzecim rządzie Ingvara Carlssona. Ustąpił w 1996 w związku z powołaniem na komendanta głównego policji (Polismyndigheten), funkcję tę pełnił do 2004. Następnie do 2007 był prezesem administracyjnego sądu apelacyjnego w Sztokholmie, po czym objął urząd prezesa Najwyższego Sądu Administracyjnego, który sprawował do 2010.